# Valsugana
La Valsugana (Suganertal in tedesco; Valzegu in mocheno e Obarlånt in cimbro) è una valle del Trentino orientale. Il suo andamento sinusoidale di circa 50 km si sviluppa dalla periferia di Trento ad ovest fino al confine con la provincia di Vicenza ad est.

## Etimologia
Il termine "Valsugana" deriva dall'espressione latina Vallis Ausuganea, ovvero "valle di Ausugum", antico nome del paese di Borgo Valsugana. Infatti, in passato, era considerata Valsugana solo la valle segnata dallo scorrere del fiume Brenta (quindi da Levico Terme verso est), mentre dal Novecento il termine venne esteso anche al medio corso del Fersina con la zona del perginese.
La suddivisione amministrativa, prima dei Comprensori e ora delle Comunità di valle, ha portato nell'uso comune una "specificazione geografica" delle due parti della valle, con rilevanza anche in ambiti socio-economici (sviluppo industriale e turistico, campanilismo, ecc.), oltreché etimologici. Si parla quindi di:
- Alta Valsugana, o Valsugana occidentale, a partire dal comune di Levico Terme verso ovest, fino al confine con il comune di Trento
- Bassa Valsugana, o Valsugana orientale, a partire dal comune di Novaledo verso est, fino al confine con la provincia di Vicenza

## Geografia
La geografia della valle è dominata dallo scorrere del fiume Brenta, che nasce dai laghi di Levico e di Caldonazzo e prosegue in direzione est, fino a sfociare nel mare Adriatico. Importante è anche il corso del torrente Fersina, che passando per Pergine Valsugana si getta poi nel fiume Adige nella città di Trento. Il bacino del Brenta è separato da quello del Fersina dalla Sella di Pergine.
A sud è delimitata dagli altopiani dei Sette Comuni, di Folgaria e di Lavarone, mentre a nord domina la Catena del Lagorai. L'estremità occidentale è prossima alla città di Trento e alla Valle dell'Adige, mentre a est la valle si incassa tra le montagne, restringendosi fra l'Altopiano di Asiago e il Monte Grappa: a partire dal confine tra Trentino e Veneto essa prende il nome di Canale di Brenta (che si apre poi nella Pianura padano-veneta nei pressi di Bassano del Grappa).
Dal punto di vista orografico, la vallata è racchiusa da due catene montuose:
- a nord dalla catena del Lagorai, che la separa dalla Val di Fiemme;
- a sud dalla catena Cima XII-Ortigara, parte delle Prealpi Vicentine.

Sono numerose le valli laterali e gli altipiani considerati laterali della Valsugana. A nord dell'asse principale, da ovest ad est, si sviluppano l'Altopiano di Piné, la Valle dei Mocheni, la Val Campelle e l'Altopiano del Tesino, mentre sul lato meridionale, sempre da ovest ad est, troviamo l'Altopiano della Vigolana e la Val di Sella. Nella parte orientale della Valsugana è presente il fenomeno del carsismo, ricca di antri e grotte, tra le quali si citano la Grotta Calgeron e la Grotta della Bigonda.

## Storia
A Montesei di Serso, nei pressi di Pergine Valsugana, è stato scoperto un villaggio del V secolo a.C. appartenente ai Reti, antica popolazione stanziata nelle Alpi centro-orientali. Ai tempi della Storia romana lungo la Valsugana transitava il ramo Altinate della Via Claudia Augusta, un'importante via di comunicazione che collegava il porto sull'Adriatico di Altino con la città tedesca di Augusta. Resti di questa strada si trovano:
- nel comune di Pergine Valsugana, nei pressi dell'odierna pista ciclabile;
- nel comune di Scurelle, presso la località Pianezze;
- nel comune di Castel Ivano, tra gli abitati di Strigno e di Tomaselli

Durante il Medioevo la zona fu dominata dai Longobardi del Ducato di Trento (dei quali sono state rinvenute alcune armi nella necropoli di Civezzano) e dai Franchi, per poi essere suddivisa tra la Contea del Tirolo e il Principato vescovile di Trento. Sempre nel corso del Medioevo, nella valle del Fersina sopra Pergine Valsugana, si assistette ad un fenomeno di immigrazione dall'ambito linguistico tedesco; questo fenomeno ha dato origine alla presenza della minoranza linguistica dei mòcheni.
Nei secoli della Storia moderna si fa insistente, soprattutto nella zona orientale della valle, la presenza della Repubblica di Venezia. Antiche roccaforti evolvono fino a diventare castelli, a suggello del ruolo strategico della Valsugana; fra i principali manieri si citano Castel Pergine, Castel Telvana e Castel Ivano, conservati in ottime condizioni. Nel 1786 tutti gli edifici religiosi ancora afferenti alla Diocesi di Feltre passarono sotto la giurisdizione dell'Arcidiocesi di Trento.

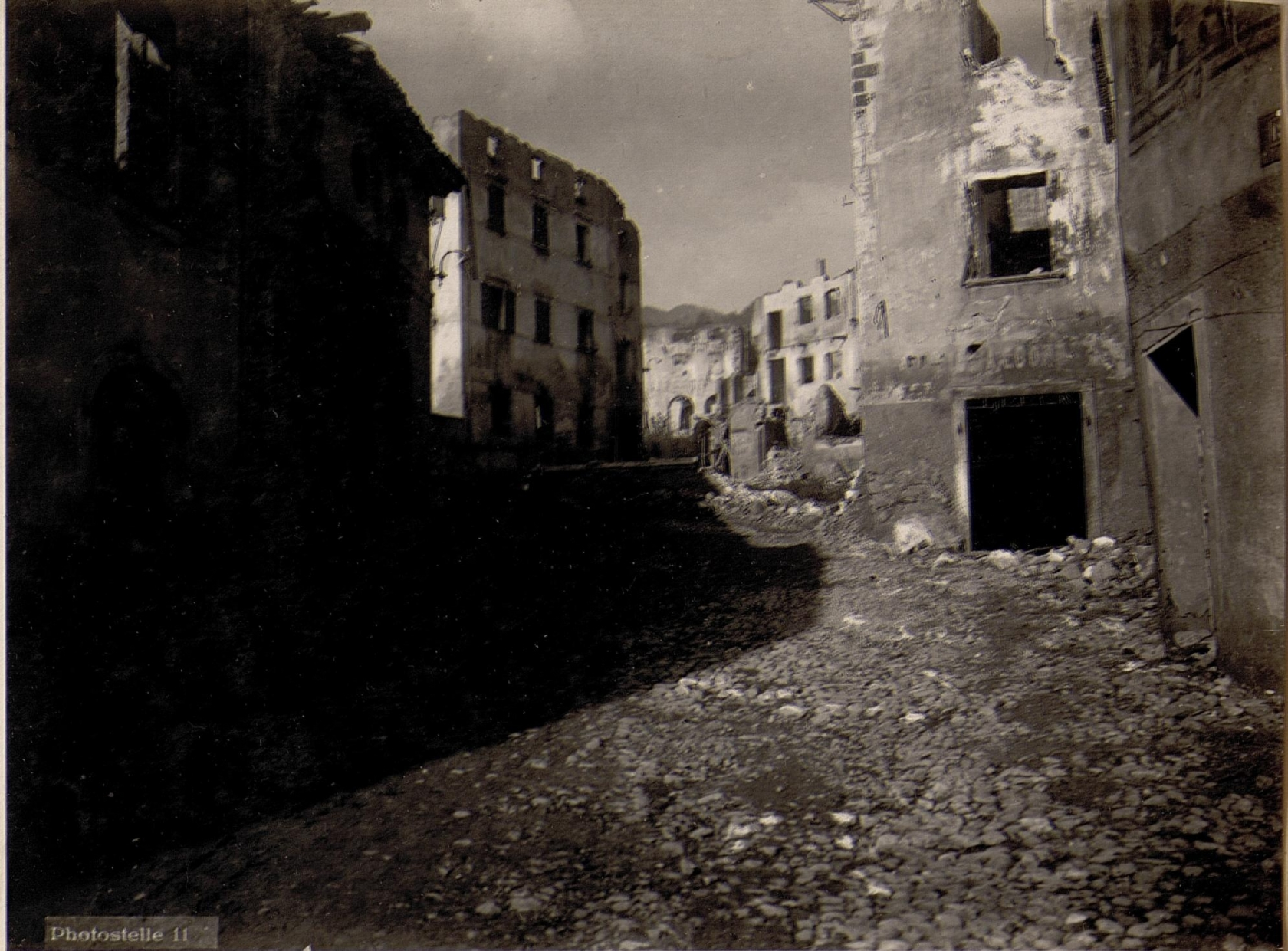
Strigno durante la Prima guerra mondiale.

Con la secolarizzazione dei principati vescovili ad opera di Napoleone Bonaparte, e dopo le decisioni prese dal Congresso di Vienna, l'intera valle diventa parte del Tirolo asburgico, al confine con l'alleato Regno Lombardo-Veneto. Nel 1866, a seguito della Terza guerra d'indipendenza italiana e il passaggio del Veneto all'Italia, la Valsugana divenne territorio di confine tra l'Impero Austriaco e il Regno d'Italia. Il confine si attestava all'inizio dell'abitato di Martincelli, frazione del comune di Grigno.
Come territorio di confine, tutta la Valsugana fu pesantemente toccata dagli eventi e dalle battaglie della Prima guerra mondiale, che terminò con la distruzione di quasi tutti i paesi, l'esodo della popolazione residente e il passaggio, come per tutta la provincia, sotto il controllo italiano. A testimonianza dell'impatto della Grande Guerra sulla valle vi è la presenza di numerosi forti militari, parte delle fortificazioni austriache al confine italiano: Forte Vezzena, Forte Col de le Bene, Forte Tenna e Forte Belvedere Gschwent sono i più famosi e i meglio conservati.

## Lingue e dialetti
I dialetti parlati nella Valsugana orientale sono di tipo veneto, riferibili al sottogruppo vicentino, mentre nella Valsugana occidentale troviamo dialetti riferibili al gruppo "trentino-centrale". Il confine è posto tra i comuni di Novaledo e Levico Terme.
L'isola linguistica di origine germanica dei mòcheni, attualmente stanziata solamente in 3 comuni nella omonima Valle dei Mocheni, in passato si sviluppava anche in altre parti della Valsugana, toccando territori ora parte dei comuni di Pergine Valsugana, Baselga di Pinè, Bedollo, Vignola-Falesina, Altopiano della Vigolana, Roncegno Terme e Ronchi Valsugana.

## Trasporti
Il trasporto su gomma è dominato dal passaggio della Strada statale 47 della Valsugana, in buona parte a quattro corsie, che collega direttamente Trento con Bassano del Grappa (e da qui Vicenza e Padova). Strade minori collegano la valle con la Val di Fiemme (attraverso il Passo Manghen) e con gli altipiani sul versante meridionale.
Il trasporto ferroviario è espletato dalla Ferrovia Trento-Venezia, che collega Trento con il Veneto centro-orientale; nel tratto compreso tra le stazioni di Borgo Valsugana Est e Trento è in funzione una "metropolitana di superficie", con corse frequenti e cadenzate.
Lungo la vallata si snoda anche una pista ciclabile, denominata ciclopista della Valsugana. Essa è frutto dell'unione di diversi tratti di piste ciclabili comunali, permettendo attualmente di pedalare, lungo un'infrastruttura viaria dedicata, da Pergine Valsugana fino all'abitato di Primolano: da qui la pista ciclabile entra in territorio veneto e prosegue fino a Cismon del Grappa da dove continua, lungo la Valbrenta, fino alle porte di Bassano del Grappa.

## Amministrazione
Dal punto di vista amministrativo, la Valsugana è suddivisa in due Comunità di valle, gli enti che si posizionano tra i comuni e la provincia. Nella parte occidentale ha giurisdizione la Comunità Alta Valsugana e Bersntol, che comprende al suo interno anche i comuni della Valle dei Mocheni, dell'Altopiano di Piné e dell'Altopiano della Vigolana. Nella parte orientale, invece, la Comunità Valsugana e Tesino comprende i comuni della ex "Bassa Valsugana" e dell'Altopiano del Tesino.
Dei 33 comuni facenti parte delle due comunità di valle, 22 sono posizionate nella valle principale, mentre 11 si trovano in valli e altopiani tributari. Di seguito l'elenco dei comuni delle due comunità; in grassetto quelli posizionati nella valle principale.
Comunità Alta Valsugana e Bersntol
- Altopiano della Vigolana
- Baselga di Piné
- Bedollo
- Calceranica al Lago
- Caldonazzo
- Civezzano
- Fierozzo
- Fornace
- Frassilongo
- Levico Terme
- Palù del Fersina
- Pergine Valsugana
- Sant'Orsola Terme
- Tenna
- Vignola-Falesina

Comunità Valsugana e Tesino
- Bieno
- Borgo Valsugana
- Carzano
- Castel Ivano
- Castello Tesino
- Castelnuovo
- Cinte Tesino
- Grigno
- Novaledo
- Ospedaletto
- Pieve Tesino
- Roncegno Terme
- Ronchi Valsugana
- Samone
- Scurelle
- Telve
- Telve di Sopra
- Torcegno